# Upshot-Knothole Annie
Annie — ядерный взрыв, первый в операции Upshot-Knothole, полигон Невада, США. Произведён 17 марта 1953 года и транслировался по телевидению.
На полигоне были построены 2 каркасных дома, 8 типичных городских бомбоубежищ и расставлено 50 автомобилей. Министерство гражданской обороны проверило безопасность нахождения в автомобиле во время взрыва и защитные действия деревянных строений, особенно для защиты от вспышки взрыва. Предполагалось, что на расстоянии 1200 м от эпицентра здание может сохранить жизнь жильцам, а в 2500 м несущие конструкции дома не будут повреждены. В результате испытания оба строения подтвердили расчёты безопасности. Взрыв произошел на 90-метровой вышке, мощность взрыва составила около 16 килотонн.